# Josef Nechemia Kornitzer
Josef Nechemia Kornitzer (hebr. יוסף נחמי קארניצער; ur. 12 grudnia 1880, zm. 28 kwietnia 1933 w Krakowie) – polski rabin, w latach 1925–1933 ostatni przedwojenny naczelny rabin Krakowa.

## Życiorys
Urodził się w Krakowie. Jego dziadkiem był słynny rabin krakowski Szymon Schreiber. Ukończył jesziwę w Pressburgu i następnie był rabinem w Wielkim Sewluszu. W 1924 został powołany na urząd rabina gminy żydowskiej w Krakowie, ale swój urząd objął dopiero w 1925. 1 października 1927 przyjął w Starej Synagodze w Krakowie prezydenta Ignacego Mościckiego.

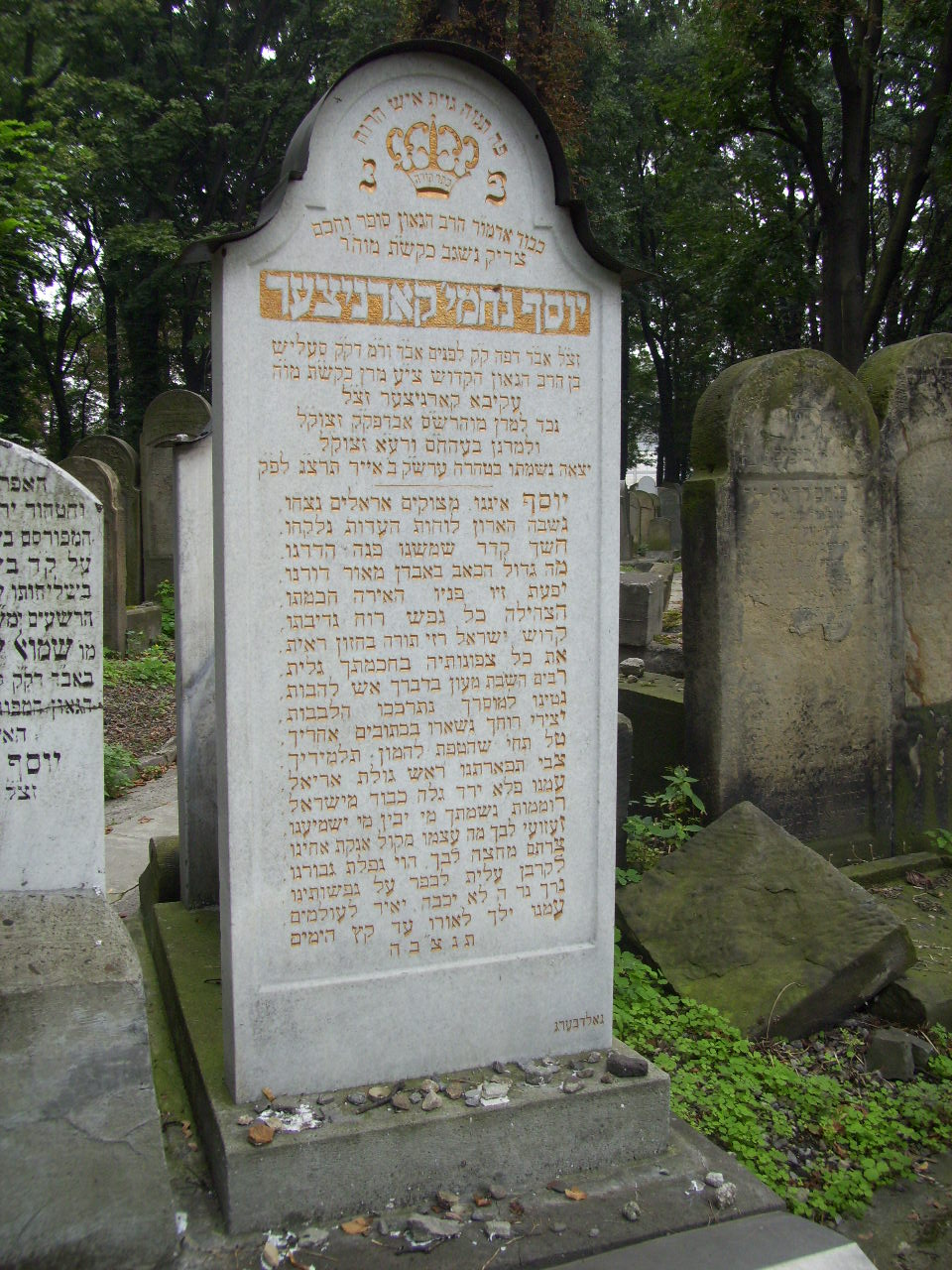
Przednia macewa

Zmarł w Krakowie po długiej chorobie serca. Jest pochowany na nowym cmentarzu żydowskim przy ulicy Miodowej. Na jego nagrobek składają się dwie macewy połączone tumbą. Jego synem był rabin Samuel Kornitzer (1905–1941).